# Robert Allen (acteur)
Pour les articles homonymes, voir Robert Allen (homonymie) et Allen.
Robert Allen, né Irvine E. Theodore Baehr, le 28 mars 1906 à Mount Vernon (New York) et mort le 9 octobre 1998 à Oyster Bay (New York) est un acteur de cinéma américain des périodes du Muet et du Parlant. 

## Biographie partielle
Il épouse l'actrice Evelyn Peirce, une des « WAMPAS Baby Stars » de l'année 1925 qui mettra fin très tôt à sa carrière cinématographique alors qu'il continuera de tourner jusque dans les années 80. Ils ont ensemble, une fille Katherine Meyer et un fils Ted Baehr qui deviendra un célèbre critique de média, le président de « The Christian Film and Television Commission » et l'éditeur de la revue MOVIEGUIDE. Allen and Peirce s'installent à  Oyster Bay, près de New York où ils résideront jusqu'au décès d'Evelyne, en 1960, à l'age de 52 ans.

## La famille
Allen a été marié deux fois, d'abord avec l'actrice Evelyn Peirce, jusqu'à sa mort en 1960. Ils ont eu deux enfants. Leur fils, Ted Baehr (né en 1946), est un éminent pasteur chrétien et critique de cinéma. Ils ont également eu une fille, Katherine Meyer.
Allen est mort le 9 octobre 1998, à l'âge de 92 ans, des suites de complications d'un cancer à Oyster Bay, dans l'État de New York. Il laisse dans le deuil son fils et sa fille, sept petits-enfants et huit arrière-petits-enfants.

## Filmographie partielle
- 1933 : The Perils of Pauline de Ray Taylor
- 1934 : Menaces (Menace) de Ralph Murphy
- 1935 : Crime et Châtiment (Crime and Punishment) de Josef von Sternberg
- 1935 : Aimez-moi toujours (Love Me Forever) de Victor Schertzinger
- 1936 : L'Obsession de madame Craig (Craig's Wife) de Dorothy Arzner
- 1937 : Cette sacrée vérité (The Awful Truth) de Leo McCarey
- 1937 : Law of the Ranger de Spencer Gordon Bennet
- 1938 : Mon oncle d'Hollywood (Keep Smiling) de Herbert I. Leeds
- 1939 : Reine d'un jour (Winter Carnival) de Charles Reisner
- 1940 : City of Chance de Ricardo Cortez
- 1967 : Le Retour des anges de l'enfer (Hells Angels on Wheels) de Richard Rush
- 1970 : Dirtymouth de Herbert S. Altman
- 1986 : Raiders of the Living Dead de Samuel M. Sherman